# Phrynoidis
A Phrynoidis a kétéltűek (Amphibia) osztályába, a békák (Anura) rendjébe és a varangyfélék (Bufonidae) családjába tartozó nem.

## Előfordulása
A nem fajai a délkelet-Ázsiában,  Mianmarban, Thaiföldön, Indonéziában, Vietnámban, Kambodzsában, Laoszban honosak.

## Rendszerezés
A nembe az alábbi fajok tartoznak:
- Phrynoidis aspera (Gravenhorst, 1829)
- Phrynoidis juxtaspera (Inger, 1964)